# 伍柳派
伍柳派是伍守阳和柳华阳在明末清初创立的内丹丹法流派。伍守阳和柳华阳都是豫章(今南昌)人。伍守阳在明末放弃儒业，专习全真道龙门派功法，参照禅学，最后得道。伍守阳后出山，传授内丹术给柳华阳。伍守阳著有《天仙正理》、《仙佛合宗》。柳华阳著有《金仙正论》、《慧命经》。后人把此四书合刻，称为《伍柳仙宗》。因其说理浅近，指点显明，影响遍及海内外。